# Serguéi Luzhetski
Serguéi Luzhetski –en ruso, Сергей Лужецкий– (1995) es un deportista ruso que compite en escalada.
Ganó dos medallas en el Campeonato Europeo de Escalada de 2020, plata en la prueba de bloques y bronce en la combinada.

## Palmarés internacional
| Campeonato Europeo | Campeonato Europeo | Campeonato Europeo | Campeonato Europeo |
| Año                | Lugar              | Medalla            | Prueba             |
| ------------------ | ------------------ | ------------------ | ------------------ |
| 2020               | Moscú (Rusia)      | Medalla de plata   | Bloques            |
| 2020               | Moscú (Rusia)      | Medalla de bronce  | Combinada          |